# Церковь Михаила Архангела в Норском
Церковь Михаила Архангела в Норском — православный храм в северной части Ярославля, в посёлке Норское. Построен в 1748 году на средства прихожан. В архитектурном плане храм является типичным для провинциального ярославского зодчества XVIII века.

## Географическое положение
В настоящее время храм находится в посёлке Норское на северной окраине Ярославля. У этого места довольно долгая история. Село Норское, получившее название по протекающей в нём реке Норе, было основано не позднее XV века. В грамоте Василия III от 1508 г. Норское названо великокняжеским селом. Южнее села появляется богатая рыбная слобода. В сезон жители занимались рыбной ловлей, зимой — кузнечным ремеслом, изготовлением гвоздей. Благодаря рыболовецкому промыслу, Норское разбогатело и при первом ярославском генерал-губернаторе Алексее Мельгунове в 1778 году стало городским посадом.

## История храма
Церковь Михаила Архангела впервые упоминается в 1627 году. Тогда это был деревянный храм. Церковь, которую можно увидеть сейчас, была построена в 1748 году на средства прихожан. В это время в селе Норском и разбогатевшей Норской слободе идет активное церковное строительство: строятся Успенский и Благовещенский храмы, Троицкая церковь.
Прихожанами храма были и жители окрестных деревень. Сам приход храма был достаточно большим: в 1908 году он составлял 1345 человек, в 1915 году — 1729.

## Архитектура

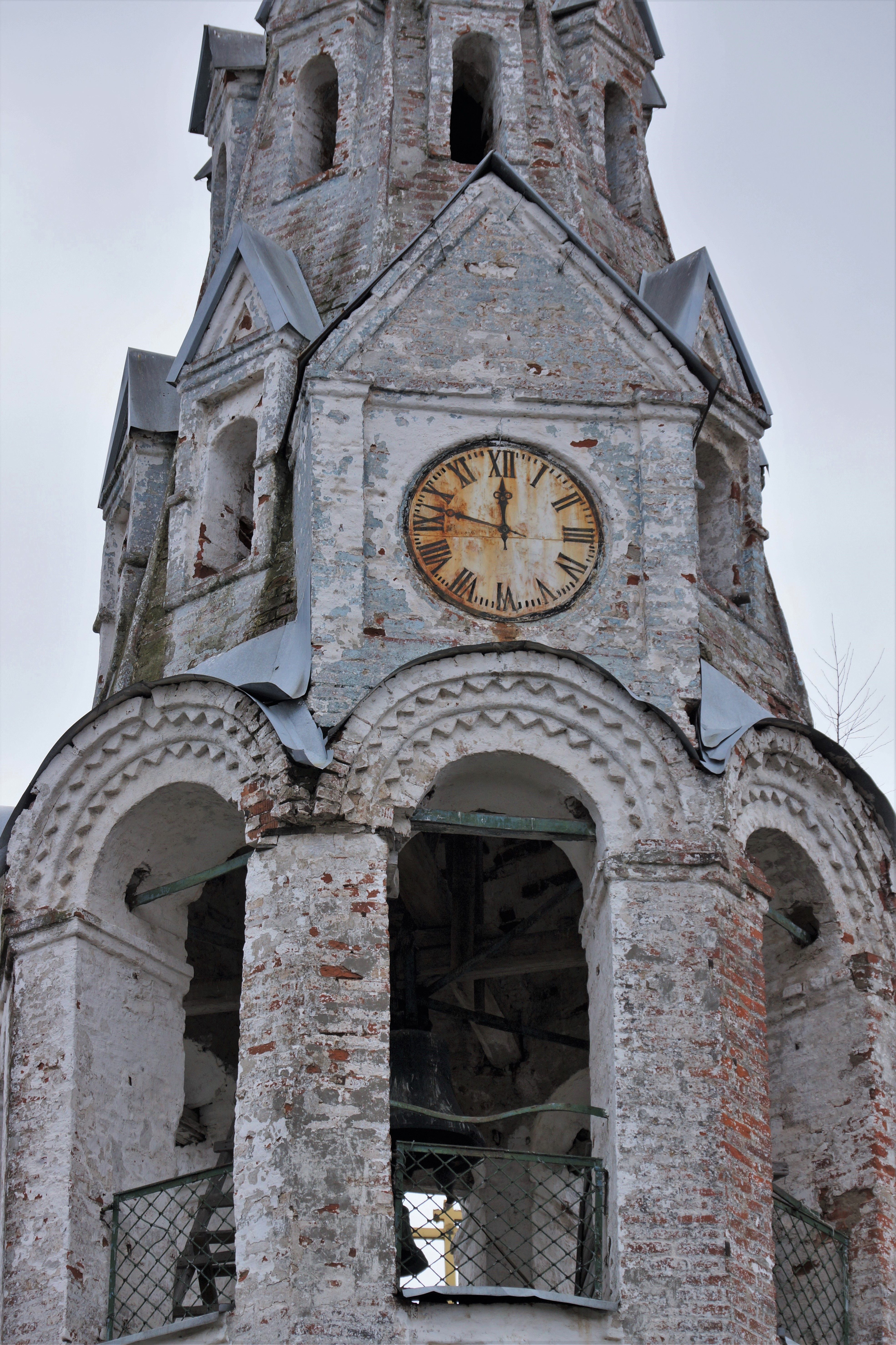
Часы на колокольне

Композиционный тип храма довольно характерен для сельской архитектуры Ярославля XVIII—XIX вв. По оси восток-запад располагаются церковь, трапезная, выполняющая роль зимнего храма, и находящаяся над притвором колокольня. Это один из самых распространенных типов композиции храма в русской архитектуре XVII—XIX веков. В ярославской архитектуре такой тип храма появляется в конце XVII века. Самая известная ярославская церковь такого типа — Николы в Рубленом городе 1695 года. Вполне возможно, что мастера, строившие храм Михаила Архангела ориентировались на эту церковь. Церковь Николы Рубленого, правда, менее декорирована и чуть более соответствует канонам ярославской архитектурной школы. Одной из деталей храма Михаила Архангела, нехарактерной для ярославского культового зодчества периода расцвета, являются наличники на окнах.
Другое несоответствие — сам композиционный тип храма. В то время как большая часть ярославских храмов периода расцвета ярославского церковного зодчества ориентируется на два композиционных типа — храм с колокольней, примыкающей к нему с одного из углов западного фасада (образец этой схемы расположения — храм Николы Надеина 1620 г.), и храмовый комплекс с отдельно стоящей колокольней (данное архитектурное решение было впервые реализовано в храме Рождества Христова 1644 г.), храм Михаила Архангела относится к другому типу, не столь характерному для классического ярославского зодчества.

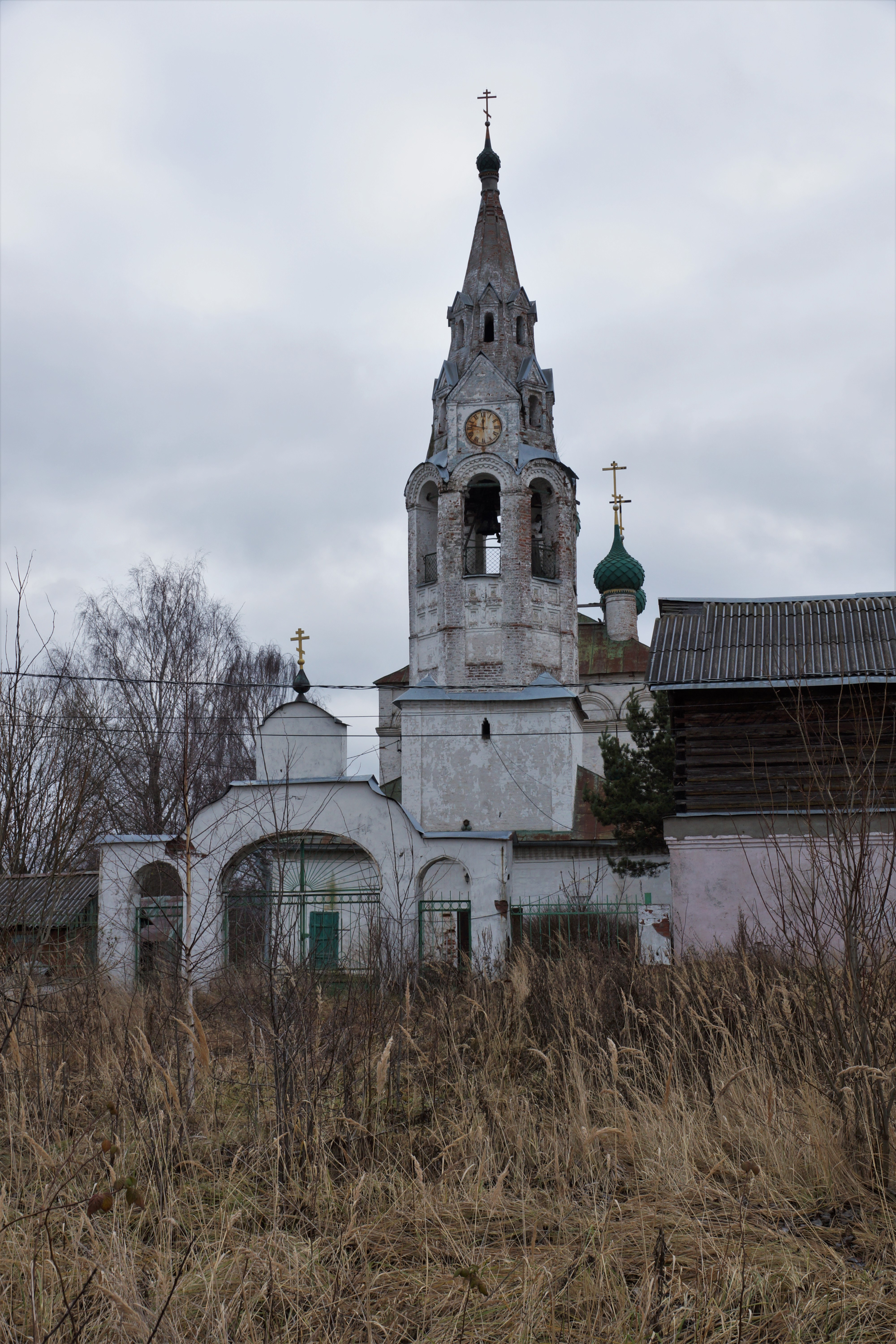
Колокольня и западные ворота

Основной куб церкви имеет два ряда окон, оформленных традиционными наличниками с килевидным завершением. Под скатной крышей проходит пояс ложных закомар. Небольшие главы покоятся на глухих барабанах и носят декоративный характер. Карнизы на трапезной и апсидах украшены поребриком. Колокольня, квадратная в нижнем ярусе, с восьмигранным ярусом звонов, завершается невысоким шатром с двумя рядами слухов. Вытянутые арки звонов обрамлены архивольтами, парапеты аркады заполнены мелкими ширинками. На крыше трапезной ближе к основном кубу находится небольшая главка, что свидетельствует о том, что трапезная служила еще и зимним храмом.

## Интерьер
Главный престол храма освящён в честь Благовещения, придел в алтарной части — во имя Чуда Михаила Архангела в Хонех. Помещения придела прямо внутрь алтаря — довольно редкий случай. Такое решение применялось в память о ранее существовавшем храме, в данном случае — о деревянной церкви, сгоревшей в середине XVII века.
В трапезной находятся два придела: во имя Казанской иконы Божией Матери и Николая Чудотворца. Чтимой святыней храма является Казанская икона Божией Матери XVII века, которая, по преданию, уцелела в пожаре. В храме есть крест с 20 частицами мощей святых и небольшая икона апостолов Петра и Павла, с надписью о том, что она была оставлена в память о 1894 годе.
Благодаря тому, что церковь Михаила Архангела не закрывалась в советское время, в ней сохранилось немало святых икон и предметов утвари: аналоев, хоругвей, а также фресковая роспись XIX века.

## Духовенство
- Настоятель храма — Иерей Роман Николаев[5]